# Marche (provincie)

Vlag van Marche

La Marche of het graafschap van de Mark was een van de provincies van Frankrijk, min of meer overeenstemmend met het huidige departement Creuse. La Marche grensde aan provinciën Poitou in het westen, Berry in het noorden, Auvergne in het oosten en Limousin in het zuiden.

## Geschiedenis

### Prehistorie
Hoewel er in het paleolithisch tijdperk (1.000.000 tot 10.000 voor Christus) al sporen van bewoning in het gebied te vinden zijn in de vorm van pijlpunten, stenen messen, enz. zijn er pas in de periode na 8000 voor Christus echte grote vondsten gedaan. Het zijn vooral dolmen en menhirs die de aandacht trekken.

### Romeinse tijd
Vanaf het jaar 52 vC. breekt de Gallo-Romeinse periode aan. In deze tijd ontstaan veel nederzettingen, tegenwoordig vaak nog te herkennen aan plaatsnamen die eindigen met -ac (bijvoorbeeld Blessac). De plaatsnamen met de uitgang op -eix dateren, in tegenstelling tot wat vaak gedacht wordt, niet uit dit tijdperk, maar zijn pas in de achttiende eeuw ontstaan.

### Invasies van de Germanen
Na 275 volgen de invasies van de Germanen. Zij verwoesten in heel Frankrijk, dat toen nog deel uitmaakte van Gallië, talloze Romeinse monumenten. De Romeinen komen onder leiding van Probus nog even terug maar na 282 loopt hun tijd langzaam ten einde. Vele Germaanse stammen dringen Frankrijk binnen, zelf opgejaagd door de Hunnen uit het oosten. Na 419 staat de streek onder heerschappij van de Visigoten en tussen 472 en 476 valt het doek definitief voor de Romeinen.
In 507 verdrijft een Frankisch leger onder leiding van koning Clovis I de Visigoten. Er volgt na de dood van Clovis een groot aantal wisselingen van de macht. Zelfs de Omajjaden komen tot aan de Creuse (714). Daarna breekt het Karolingische tijdperk aan en Karel de Grote brengt tot twee keer een bezoek aan de streek. Na diens dood in 814 komt het gebied onder de heerschappij van Aquitanië. In de 10e eeuw ontstaat het graafschap La Marche.

### Graafschap La Marche

de ligging van Marche in Frankrijk

Hoewel de geschiedenis van de graven van La Marche nog steeds punt van discussie is, was het in 862 Robert de Sterke, die als eerste het graafschap regeerde. Anderen zeggen dat de geschiedenis van het graafschap begint in 955 met Boso de Oude, heer van Charroux. Vanaf 975 was Boso ook graaf van Périgord. Na de dood van Boso werden de gebieden verschillende malen gedeeld tussen zijn nakomelingen.
In 1177 wordt het graafschap verkocht aan de Engelse koning Hendrik II voor 15.000 pond, 20 oorlogspaarden en 20 ezels. Hendrik II laat het graafschap na aan Richard Leeuwenhart en deze op zijn beurt aan Jan zonder Land. Deze wil een alliantie met Frankrijk en heeft zijn oog laten vallen op Isabella van Angoulême. Zij is echter verloofd met Hugo van Lusignan. Hij ontvoert haar om op 24 augustus 1200 in Bordeaux met haar te trouwen, waarna zij dus koningin van Engeland werd. Na de dood van Jan in 1216 hertrouwt Isabella in 1220 alsnog met haar ex-verloofde Hugo van Lusignan en komt La Marche aan het huis Lusignan. In 1309 verkoopt Yolande van Lusignan, een nakomeling van Hugo, het graafschap aan de Franse koning Filips IV. Deze geeft het in 1314 in leen aan zijn zoon, de latere Karel IV van Frankrijk
In 1327 ruilt Karel IV La Marche tegen Clermont-en-Beauvaisis met zijn neef Lodewijk I van Bourbon (die Clermont overigens in 1331 weer terug krijgt). Hierna wordt het graafschap ruim een eeuw bestuurd door de Bourbons en is het toneel van plunderingen en wisselingen van de macht tijdens de Honderdjarige Oorlog.
In 1523 worden alle landerijen van Karel III van Bourbon geconfisqueerd. Zij komen in 1527 definitief toe aan de kroon en worden een wingewest van de Franse koning en houdt het gebied op te bestaan als onafhankelijk graafschap. De titel graaf van La Marche wordt nog wel verschillende malen verleend.
In 1515 wordt in Guéret een rechtbank ingesteld en in 1521 wordt het gewoonterecht ingevoerd in La Marche. De rest van de 16e eeuw wordt La Marche, net zoals de rest van Frankrijk, het toneel van de Hugenotenoorlogen. Na de bezoeken van Calvijn aan Angoulême in 1535 en Limoges in 1538 krijgt het protestantisme veel aanhang in heel La Marche. In 1565 worden de archieven van de kerk van Aubusson verscheurd door protestanten. In 1569 worden de protestanten bij Jarnac verslagen en de leider van de hugenoten, de hertog van Bourbon-Condé wordt gevangengenomen en vervolgens door de katholieken vermoord. De hertog van Zweibrücken komt de protestanten te hulp. Er volgt een strijd tussen de diverse protestantse en katholieke heersers. Het hele gebied is de dupe. De boeren komen in opstand in 1592 en 1593, als voorloper van de Jacquerie des croquants, die zich spoedig over het gehele zuidwesten van Frankrijk uitbreidt. In eerste instantie is deze revolte een principiële oorsprong, maar al gauw ontaardt zij in plunderingen en verkrachtingen. In 1596 worden de revolutionairen afgeslacht. De vrede wordt snel hersteld door Hendrik IV die in 1596 bij zijn bezoek aan Limoges zijn erkentelijkheid betuigt aan de familie Foucauld, vanwege hun steun aan zijn troonsbestijging.
In de 17e en 18e eeuw verzetten diverse edelen van La Marche zich tegen de ijzeren vuist waarmee Richelieu regeert. Vanaf 1629 ontmantelt Richelieu de oude feodale macht door diverse versterkingen te slopen. Aubusson, toen nog hoofdstad van de La Marche, verliest zijn tapijtindustrie in 1685 door het Edict van Nantes. Maar deze industrie was toch al snel aan het aflopen door de teruglopende orders van het koningshuis en vele wevers vertrokken naar Duitsland. Guéret wordt hoofdstad. De Franse Revolutie heeft eigenlijk weinig aanhang in La Marche. In 1790 wordt per decreet het departement Creuse ingesteld.